# 堀井千砂
堀井 千砂（ほりい ちさ、1985年10月21日 - ）は、日本の女性声優。千葉県出身。アクセント所属。

## 人物
高崎健康福祉大学高崎高等学校卒業。
2025年3月31日、同日付でオフィスPACが事業停止したことに伴い、翌4月1日付でアクセントに移籍。
音域はE♭〜E♭〜E♭〜A。
特技はソフトテニス。

## 出演

### テレビアニメ
2008年
- 屍姫 赫（四巴輝流の母）

2011年
- ちはやふる（女子生徒）

2013年
- マギ The kingdom of magic（子供C）

2014年
- ガンダム Gのレコンギスタ（2014年 - 2015年、クレッセント・シップ副長、チアガール）
- 残響のテロル（輪島、モブ女）
- トライブクルクル（山田ファイブ）
- 神撃のバハムート GENESIS（女）

2015年
- 牙狼 -紅蓮ノ月-（男の子）
- 牙狼〈GARO〉-炎の刻印-（子供レオン、ホラー、貴族の娘）

2017年
- 神撃のバハムート VIRGIN SOUL（通行人、少年兵）
- 牙狼〈GARO〉-VANISHING LINE-（2017年 - 2018年、アンヌ）

2019年
- イナズマイレブン オリオンの刻印（パンピエッタ・メラーニア）

### 劇場アニメ
- 劇場版 TIGER & BUNNY -The Rising-（2014年、救出される女性）
- Gのレコンギスタ I 行け！コア・ファイター（2019年、チアメンバー）

### ゲーム
2011年
- マスケティア/Musketeer -Le Sang des Chevaliers-（シュバリエ学園生徒たち）

2013年
- 逆転裁判5（厚井知潮(あついちしお)、シャチの『エール』）
- ダンボール戦機WARS（安土モモコ）
- ライトニング リターンズ ファイナルファンタジーXIII

2018年
- SNKヒロインズ 〜Tag Team Frenzy〜（ミスX〈女声〉） - DLC追加キャラクター

2019年
- ASTRAL CHAIN

2020年
- ファイナルファンタジーVII リメイク

### ドラマCD
- 鋼の錬金術師
- 鉄のラインバレル

### 吹き替え

#### 映画
- アイ・ソー・ザ・ライト（ビリー・ジーン・ジョーンズ〈マディー・ハッソン〉）
- ANNIE/アニー（女被験者〈パトリシア・クラークソン〉[9]）
- G.I.ジョー バック2リベンジ
- バチェロレッテ あの子が結婚するなんて!
- ファンタスティック・ビーストと魔法使いの旅（会議の魔女）
- ブラック・スキャンダル（デボラ・ハッセー〈ジュノー・テンプル〉）
- ミュータント・タートルズ（女性PC声）
- ミュータント・ニンジャ・タートルズ:影〈シャドウズ〉（ジェイド）

#### ドラマ
- アガサ・オール・アロング（アリス・ウー・ガリバー〈アリ・アン〉）
- エレメンタリー7 ホームズ&ワトソン in NY ザ・ファイナル
- お金の化身（ポク・ジェイン〈ファン・ジョンウム〉）
- 華麗なる遺産（チン・ジアラー）
- キム・マンドク 美しき伝説の商人（ホンの少女時代〈シム・ウンギョン〉）
- グッド・ワイフ シーズン3（ジェニファー〈アン・マーセン〉）
- クリミナル・マインド FBI行動分析課 シーズン7
- ゲーム・オブ・スローンズ（ミーラ・リード〈エリー・ケンドリック〉）
- THE KILLING/キリング シーズン3
- スタートレック:ピカード（アグネス・ジュラティ〈アリソン・ピル〉）
- Terra Nova 〜未来創世記
- FARGO/ファーゴ シーズン5（ドロシー・“ドット”・ライオン〈ジュノー・テンプル〉）
- 不滅の恋人（ルシゲ〈ソン・ジヒョン〉[10]）
- ブラックリスト シーズン7（フランチェスカ"フランキー"・キャンベル〈ナタリー・ポール（英語版）〉）
- ホワイトカラー シーズン4
- THE MENTALIST メンタリストの捜査ファイル シーズン4
- 名探偵モンク シーズン7

#### アニメ
- 劇場版 ムーミン 南の海で楽しいバカンス（船のネコ[11]）
- 新 ルーニー・テューンズ
- ドックはおもちゃドクター
- トロールズ バンド・トゥゲザー（シェニール、サテン[12]）
- ペンギンズ FROM マダガスカル ザ・ムービー（黒人少年[13]）
- ボージャック・ホースマン（プリンセス・キャロライン）
- ルーニー・テューンズ・ショー（エミリー、CA、スポンサー女、ウィニー）

### 舞台
- ミュージカル「HONK!」（江東区文化センター／シアター1010）
- 「Present2008」（シアターアプル）
- 「Baby Baby」（セシオン杉並）
- 「ミュージカルファンタジー　ラブ」（かめあり リリオホール） -　パック 役
- 「スライス・オブ・サタデーナイト」（PACアトリエ）
- 「マンザナ、わが町」（PACアトリエ）
- 「僕の東京日記」（PACアトリエ）